# Bodljikava mramorna riba
Bodljikava mramorna riba (Siganus rivulatus) riba je iz porodice Siganidae (mramornice). Kod nas se još naziva  bodljikavac ili sigan. Ova vrsta ima spljošteno tijelo, s izraženim leđnim perajima, usta mala s debljom gornjom usnom, u ustima ima zube u jednom redu. Ljuske su joj male, a repna peraja blago rašljasta. Živi u jatima, od 50 do nekoliko stotina jedinki, u plićem moru, do dubine od 60 m, hrani se algama, fitoplanktonom. Boja je srebrenkasta, s mrljama i zlatnom prugom sa strane tijela. Naraste po nekim izvorima 40 cm, a po drugim 27 cm. Mrijesti se lipnja do kolovoza. Ovoj ribi domovina je Crveno more, odakle je kroz Sueski kanal došla u Mediteran i Jadran. Ubod ove ribe je otrovan. 
Ova vrsta živi na zapadnom dijelu Indijskog oceana, na nekim dijelovima istočne Afrike, kao i na Mediteranu. 

## Vanjske poveznice
|  | Wikivrste imaju podatke o taksonu Bodljikava mramorna riba |